# دانتي إكسوم
دانتي إكسوم (بالإنجليزية: Danté Exum)‏ مواليد 13 يوليو 1995، هو لاعب كرة سلة أسترالي يلعب مع فريق يوتاه جاز في الرابطة الوطنية لكرة السلة ويحمل الرقم 11. يبلغ طوله 6 قدم 6 بوصة (2.0 م).

## فرق لعب لها
- يوتاه جاز

## روابط خارجية
- دانتي إكسوم على موقع الاتحاد الدولي لكرة السلة (الإنجليزية)
- دانتي إكسوم على موقع إن بي أي (الإنجليزية)
- دانتي إكسوم على موقع سبورتس رفرنس (الإنجليزية)
- دانتي إكسوم على موقع كرة السلة الأوروبية.كوم (الإنجليزية)
- دانتي إكسوم على موقع إي إس بي إن.كوم (الإنجليزية)
- دانتي إكسوم على موقع ريلجم (الإنجليزية)
- دانتي إكسوم على موقع بروبوليرز (الإنجليزية)
- دانتي إكسوم على موقع سبورتس رفرنس (الإنجليزية)
- دانتي إكسوم على موقع اللجنة الأولمبية الدولية (الإنجليزية)
- دانتي إكسوم على موقع أوليمبيديا (الإنجليزية)